# Ana María Blázquez Morilla
Ana María Blázquez Morilla (València) és una doctora en Geografia Física valenciana, graduada per la Universitat de València. És professora del Grau de Ciències del Mar de la Universitat Catòlica de València des de 2008, on imparteix assignatures com a Sistemes d'Informació Geogràfica, Geomorfologia litoral, Sedimentologia, Espais Protegits, Planificació i Gestió del litoral, etc. En l'actualitat és Secretària del Departament de Ciències Aplicades i Tecnològiques de la Facultat de Ciències Experimentals. Des de fa alguns anys imparteix també docència en la Facultat de Psicologia, Magisteri i Ciències de l'Educació, on s'encarrega d'assignatures relacionades amb la didàctica de les Ciències Naturals, així com en diversos Màsters Universitaris.
Durant 6 anys va treballar en una consultoria com a directora del Departament de Medi ambient, desenvolupant informes tècnics d'Estudi d'Impacte Ambiental, Estudis d'Integració Paisatgística, Partions de Domini Públic de la Zona Marítim Terrestre i altres projectes lligats al medi costaner.
És Investigadora Principal d'un Grup de Recerca en la UCV denominat “Geomorfologia costanera i factor antròpic: Anàlisi multiescalar” dedicat especialment a estudis paleoambientals i mediambientals. Té més de 70 aportacions científiques publicades en revistes d'índole nacional i internacional (JCR). Ha dirigit diverses tesis doctorals a la Universitat de València i ha dirigit més d'una dotzena de Treballs de recerca i ha participat en diversos projectes de recerca com a Investigadora Principal.